# Le Verger
Le Verger é uma comuna francesa na região administrativa da Bretanha, no departamento Ille-et-Vilaine. Estende-se por uma área de 6,88 km². Em 2010 a comuna tinha 1 463 habitantes (densidade: 212,6 hab./km²).